# Emanuel Wenger

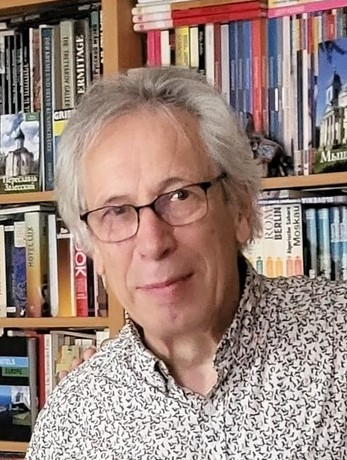
Emanuel Wenger

Emanuel Wenger (* 20. März 1953 in Wolfsberg (Kärnten)) ist ein österreichischer Mathematiker und Informatiker.
Wenger war bis zu seiner Pensionierung im Jahr 2018 mehr als 40 Jahre lang an der Österreichischen Akademie der Wissenschaften in Wien im Bereich Computergrafik, wissenschaftliche Visualisierung, Wasserzeichenforschung, Papiergeschichte und Datenbankentwicklungen tätig. Er betreut weiterhin Projekte wie Bernstein – The Memory of Paper.

## Leben
Wenger studierte von 1971 bis 1975 an der Universität Wien Mathematik und von 1973 bis 1978 an der Technischen Universität Wien Computerwissenschaften. Seine Diplomarbeit am Institut für Informationssysteme befasste sich mit dem „Entwurf einer Bildsprache und Entwicklung eines Präkompilers“. Sein beruflicher Werdegang begann 1978 an der Österreichischen Akademie der Wissenschaften. Unter anderem war er für deren Kommission für wissenschaftliche Visualisierung tätig. Von 1984 bis 1999 wirkte er als Delegierter der Austrian Standards International und der Internationale Organisation für Normung (ISO) für Fragen der Computergrafik.

## Forschungsprojekte
Durch die Zusammenarbeit mit Alois Haidinger kam er in engen Kontakt mit dessen rechnergestützter Erschließung von Wasserzeichen in mittelalterlichen Handschriften. Er entwickelte eine enge Vertrautheit mit den Erfassungsmethoden von Wasserzeichenbelegen sowie der digitalen Bereitstellung und Erschließung. Auf Röntgenfilm oder als Betaradiographie erfasste Wasserzeichenabbildungen mussten digitalisiert werden. Dies führte zu einer Zusammenarbeit mit dem „Institut für Probleme des Informationübertragung“ (IITP) der Russischen Akademie der Wissenschaften. Der Informatiker Victor N. Karnaukhov konnte als Spezialist für digitale Bildverarbeitung und Datenbanksysteme im Rahmen eines INTAS-Projekts zur Zusammenarbeit gewonnen werden.
Dadurch verfügte Emanuel Wenger über die wesentlichen Grundlagen, um unter Mithilfe von Vlad Atanasiu einen Förderantrag im Rahmen des eContentPlus-Programms ausarbeiten zu können.
Das Bernstein-Projekt wurde von September 2006 bis Februar 2009 von der Europäischen Kommission im Rahmen des eContentplus-Programms kofinanziert. Auch nach dem offiziellen Förderungsende gelang es durch den besonderen Einsatz von Emanuel Wenger, dass sich Bernstein – The Memory of Paper zu einem zuverlässigen Expertensystem für Papier, Papierforschung und Papiergeschichte betreffende Fragen entwickelte.
Sein Engagement für die International Association of Paper Historians sowie Projekte wie manuscripta.at oder Hebräische Fragmente leisten einen wesentlichen Beitrag im Bereich der Digital Humanities.
Wenger befasst sich mit Jazz aus aller Welt. Seine Musiksammlung umfasst an die 30.000 Tonträger. Sein besonderes Interesse gilt den Jazzszenen Osteuropas und sowie der Türkei, Aserbaidschans und Israels. Er ist Mitarbeiter von Österreichisches Musiklexikon online (oeml).

## Ehrungen
- 2021 First Book and Graphic Art Conservation Achievement Award[15]

## Veröffentlichungen
- Bernstein – ein EU-Projekt zur Papier- und Wasserzeichenforschung. In: Peter Rückert, Erwin Frauenknecht (Hrsg.): Wasserzeichen und Filigranologie. Beiträge einer Tagung zum 100. Geburtstag von Gerhard Piccard (1909–1989). Kohlhammer, Stuttgart 2011, S. 51–64.
- mit Peter Rückert, Sandra Hodeček, Georg Dietz (Hrsg.): Ochsenkopf und Meerjungfrau. Papiergeschichte und Wasserzeichen vom Mittelalter bis zur Neuzeit. Stuttgart/Wien 2009. ISBN 978-3-00-026752-9.
- mit Peter Rückert, Sandra Hodeček: Bull's Head and Mermaid. The History of Paper and Watermarks from the Middle Ages to the Modern Period Stuttgart/Wien 2009. ISBN 978-3-00-026960-8. online PDF 6.53 MB. Abgerufen am 30. April 2025.
- Filigranologie – die Wissenschaft der Wasserzeichen. Versteckte Information im Papier. In: Mitteilungen der Gesellschaft für Buchforschung in Österreich, Bd. 2016-1, S. 7–19. Online PDF Abgerufen am 19. April 2025